# Graderia scabra
Graderia scabra är en snyltrotsväxtart som först beskrevs av Carl von Linné d.y., och fick sitt nu gällande namn av George Bentham. Graderia scabra ingår i släktet Graderia och familjen snyltrotsväxter. Inga underarter finns listade i Catalogue of Life.